# Hwachae
Il hwachae (화채; 花菜?) è un tipico punch coreano a base di frutta o petali di fiori commestibili. Il hwachae viene preparato immergendo frutta o fiori in acqua zuccherata od omija-cha (un tè coreano a base di bacche di magnolia). Nella Corea del Sud il dolce può essere mescolato con bevande gassate e/o succhi di frutta. Il hwachae viene spesso guarnito con pinoli prima di essere servito.

## Tipologie
Risultano esserci circa trenta tipi di hwachae tradizionali.

### Frutta

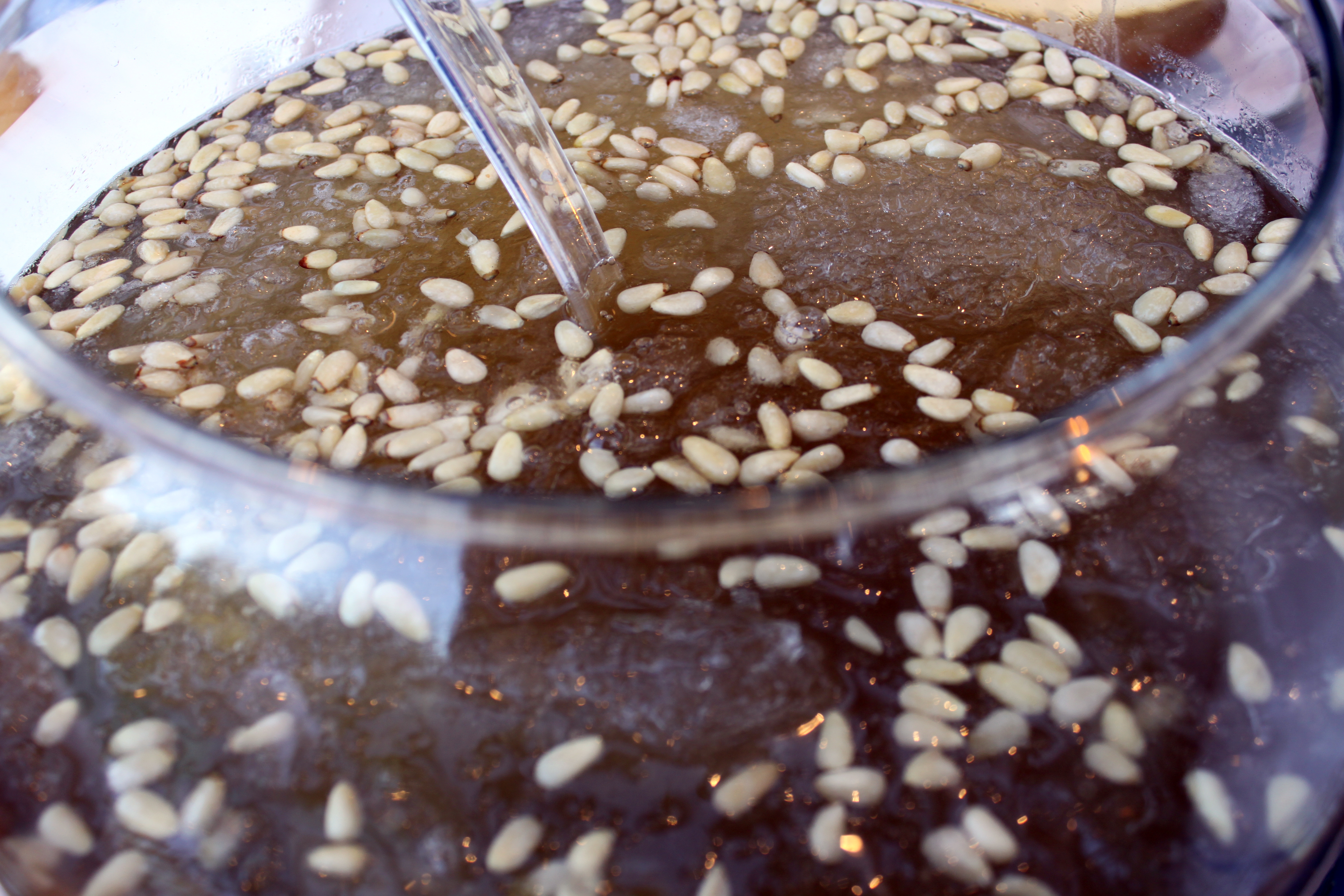
Bae-hwachae

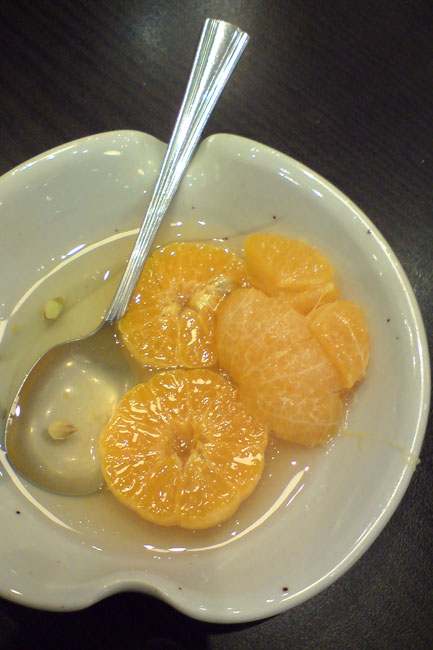
Milgam-hwachae

- Aengdu-hwachae (앵두 화채?) - preparato usando ciliegie di Nanchino e acqua imbevuta di miele.[6] È associato al dano, il quinto giorno del quinto mese lunare.
- Bae-hwachae (배화채?) - con pezzi di nashi (una pera coreana) intagliati a forma di fiore e omija-cha.[6]
- Boksunga-hwachae (복숭아 화채?) - fatto con pesche conservate nel miele e acqua zuccherata.[1]
- Chamoe-hwachae (참외 화채?) - fatto con fette di melone orientale, ciliegie, fette di sedano e succo di bacche di magnolia.
- Cheondoboksunga-hwachae (천도 복숭아 화채?) - prodotto con nettarine conservata nel miele e acqua zuccherata.
- Milgam-hwachae (밀감 화채?) o gyul-hwachae (귤 화채?) - con pezzi di agrumi (in genere amanatsu), succo di limone, zucchero e acqua.[6] È una specialità locale dell'isola di Jeju, dove vengono coltivati gli agrumi usati per preparare tale dolce.[7]
- Mogwa-hwachae (모과 화채?) - fatto con fette di mela cotogna cinese sotto conserva, miyagawa e acqua addolcita. Viene lasciato marinare per venti giorni prima di essere servito.
- Omija-hwachae (오미자 화채?) - composta da omija-cha e fette di nashi decorative.
- Podo-hwachae (포도 화채?) - fatto con uva sbucciata bollita in acqua zuccherata, ciliegie e acqua addolcita.
- Sagwa-hwachae (사과 화채?) - realizzato con pezzetti di mela a forma di fiore e omija-cha.
- Sansa-hwachae (산사 화채?) - contenente gelatina di biancospino cinese (sansa-pyeon) affettata e ammollata in acqua dolcificata.
- Santtalgi-hwachae (산딸기 화채?) - contenente lamponi coreani e acqua addolcita. È associato a Yudu, il quindicesimo giorno del sesto mese lunare.
- Subak-hwachae (수박 화채; "punch anguria") - a base di pezzetti di anguria e di altri frutti, cubetti di ghiaccio e succo di anguria. È un rinomato rinfresco estivo.[4][8]
- Ttalgi-hwachae (딸기 화채?) - un hwachae con fragole.[1]
- Yuja-hwachae (유자 화채?) - con yuzu e nashi tagliate à la julienne, melograno e acqua addolcita.[1]

### Fiori
I hwachae al gusto di fiori sono composti da fiori ricoperti di amido di fagioli mungo che vengono raffreddati in acqua ghiacciata e drenati. I hwachae a base di fiori sono solitamente guarniti di pinoli.
- Jangmi-hwachae (장미 화채?) - contenente petali di rosa e succo di bacche di magnolia levigata.[1]
- Jindallae-hwachae – (진달래 화채?) - con petali di rododendro coreano e omija-cha.[6] È associato a Samjinnal, il terzo giorno del terzo mese lunare.[2]
- Songhwa-hwachae (송화 화채?), songhwa-su (송화 수?) o songhwa-milsu (송화 밀수?); a base di polline essiccato di pino rosso del Giappone e acqua zuccherata.[6] È una specialità della provincia storica di Gangwon.
- Sunchae-hwachae (순채 화채?) - realizzato con foglie di brasenia e acqua zuccherata o omija-cha.

### Noodles
- Changmyeon (창면?) - dessert fresco per l'estate, composto da noodles a base di amido di fagioli mungo e omija-cha.[2]
- Hwamyeon (화면?) - zuppa con noodle che presenta gli stessi ingredienti del changmyeon ad eccezione dei fiori.[1]

## Alimenti simili
Il simile sudan, anch'esso prodotto in Corea, è una bevanda con il miele.